# Soli Deo Gloria (SDG)
Soli Deo Gloria (SDG) és una discogràfica anglesa fundada per John Eliot Gardiner l'any 2005, amb l'objectiu de publicar les cantates de Bach, gravades durant l'anomenat Bach Cantata Pilgrimage, BCP. El BCP fou un projecte del mateix Gardiner d'enregistrar totes les cantates religioses durant l'any 2000, en commemoració de 250è aniversari de la mort de Bach, seguint el calendari litúrgic en esglésies de diferents ciutats europees, i acabar-lo amb les gravacions dels dies de Nadal a l'església de Sant Bartomeu de Nova York. El projecte s'havia iniciat amb el segell Deutsche Grammophon, però s'interrompé perquè la marca alemanya només volia comercialitzar-ne unes quantes. A més d'un prestigiós grup de solistes, totes les gravacions s'han fet amb el Monteverdi Choir i l'English Baroque Soloists sota la direcció del mateix Gardiner. El nom del segell prové de la signatura que Bach posava en totes les cantates Soli Deo Gloria, només a la glòria de Déu, en expressió de la seva profunda devoció i del desig de servir a Déu a través de la música.
El primer àlbum, Bach Cantatas, volum 1 (SDG101), que conté les corresponents a la festa de Sant Joan i al primer diumenge després de la Trinitat, aconseguí el premi al millor disc de l'any 2005, concedit per la revista Gramophone. L'últim, el número 28, conté les cantates per al dia de l'Ascensió, fou gravat el 10 de maig de 2012 a l'església de sant Gil de Londres, perquè s'hagué de repetir l'enregistrament de l'any 2000, per problemes tècnics.
A partir de finals de 2013, SGD ofereix els 56 Cd's en un únic i elegant estoig, en què els 28 àlbums mantenen les portades tan evocadores amb les fotografies de Steve McCurry, que caracteritzen la col·lecció. Conté un CD amb unes àmplies notes explicatives del mateix Gardiner sobre els viatges i les peripècies dels dies de gravació, i el text, en alemany i anglès, de totes les cantates.
Altres discos rellevants del segell són els titulats Camino de Santiago i Santiago a Capella amb obres religioses espanyoles, misses de Francisco Guerrero i de Tomás Luis de Victoria, franceses de Guillaume Dufay, i catalanes com el Llibre vermell de Montserrat. Cal destacar, també, el conjunt de discos dedicats a les simfonies de Brahms en col·laboració amb l'Orchestre Révolutionnaire et Romantique.